# Benoytosh Bhattacharyya
Benoytosh Bhattacharyya (* 6. Januar 1897; † 22. Juni 1964 in Kalkutta), der auch Vinayatoṣa Bhaṭṭācārya geschrieben wird, war ein indischer Gelehrter und Spezialist für die Geschichte, Theorie und Praxis des buddhistischen Tantra.

## Leben und Wirken
Bhattacharyya erhielt seine Ausbildung an der University of Calcutta, wo er 1919 den Grad Master of Arts in der altindischen Sprache Sanskrit erlangte. An der 1921 gegründeten University of Dhaka war er 1925 der erste Student, der zum Doktor der Philosophie promovierte. Der Maharaja Sayaji Rao III. Gaekwad von Baroda berief Bhattacharyya 1924 zum Herausgeber der renommierten indologischen Buchreihe “Gaekwad’s Oriental Series” und 1927 zum Direktor des Oriental Institute of Baroda. Als Lama Anagarika Govinda 1933 den Orden Arya Maitreya Mandala ins Leben rief, war Benoytosh Bhattacharyya unter den Gründungsmitgliedern.
Bhattacharyya war einer der ersten, welche die heute in der Indologie weitgehend akzeptierte These aufstellten, dass das hinduistische Tantra von dem des Buddhismus beeinflusst war. Im Alter war Bhattacharyya als Alternativmediziner tätig, der auf Grundlage klassischer tantrischer Texte Therapien entwickelte.

## Werke
- The Indian Buddhist Ikonography. Oxford 1924.
- Sadhanamala. Band 1 Barode 1925, Band 2 Baroda 1928.
- Two Vajrayana Works. Baroda 1929.
- Guhyasamaja Tantra. Baroda 1928.
- An Introduction to Buddhist Esoterism. Baroda 1931.
- Nispannayogavali. Baroda 1949.
- Śaktisaṅgama Tantra: Volume IV. Chinnamastākhaṇḍa Baroda 1978.

## Einzelbelege
1. ↑  Die Biografie folgt den Angaben im Nachruf im Bulletin of Tibetology „Obituary: Benoytosh Bhattacharyya“ (PDF; 31 kB)
2. ↑  Annette Belke: Lama Anagarika Govinda. Wegbereiter eines „schöpferischen Buddhismus“ im Westen und Begründer des Ordens Arya Maitreya Mandala. Dissertation. Katholisch-theologische Fakultät der Universität Wien 1995, S. 255

| Personendaten    | Personendaten            |
| ---------------- | ------------------------ |
| NAME             | Bhattacharyya, Benoytosh |
| KURZBESCHREIBUNG | indischer Tantra-Experte |
| GEBURTSDATUM     | 6. Januar 1897           |
| STERBEDATUM      | 22. Juni 1964            |
| STERBEORT        | Kalkutta                 |